# Herning Højskole
Herning Højskole var en dansk folkehøjskole, der blev grundlagt i 1961 og blev nedlagt i 2007 af økonomiske årsager.
Højskolen havde til huse i Birk i den østlige del af Herning hvor højskolens højhus rager op blandt den lavere bebyggelse omkring.
Bygningen, der er et modernistisk hovedværk tegnet af Tyge Arnfred og Viggo Møller-Jensen, bruges nu som kollegium.
I 2017 blev højskolen købt af Johannes Jensen og Helle Maus Jensens Fond, og deres datter Anne Marie Mau er i dag formand for fonden. Højskolen blev fredet i 2018, og bestyrelsen arbejder på et nyt idegrundlag. I planerne indgår ikke højskoledrift, så derfor er det nye navn for huset HH Herning.
Bygningerne blev fredet i 2018.

## Forstandere
- 1959-1971: Robert Pedersen
- 1971-1975: Bent Petersen
- 1975-1994: Knud Arnfred
- 1994-2004: Christian B. M. Jensen
- 2004-2007: Preben Thisgaard

## Eksterne kilder og henvisninger
- Herning Højskole i 1960'erne og 70'erne Arkiveret 5. april 2016 hos  Wayback Machine hojskolehistorie.dk
- HH Hernings hjemmeside www.hhherning.dk Arkiveret 24. november 2020 hos  Wayback Machine

56°7′59.52″N 9°0′57.96″Ø / 56.1332000°N 9.0161000°Ø
| Skole | Spire Denne artikel om en skole, en uddannelsesinstitution eller uddannelse er en spire som bør udbygges. Du er velkommen til at hjælpe Wikipedia ved at udvide den. |